# Штернберки
Штернберки или Паны из Штернберка (чеш. Šternberkové, Páni ze Šternberka, нем. Sternberg) — один из влиятельнейших чешских дворянских родов, основанный в начале XII века и достигший наивысшего могущества к XV столетия, вставший во главе оппозиции королю Йиржи из Подебрад. В XIII веке род разделился на три ветви — Моравскую (вымерла к 1544 году), Голицкую (вымерла к 1712 году) и Конопиштьскую (дожили до наших дней).
После 1990 года в собственность Штернберков были возвращены, помимо прочего, замки Чески-Штернберк, Емниште, Бржезина, Частоловице и Засмуки.

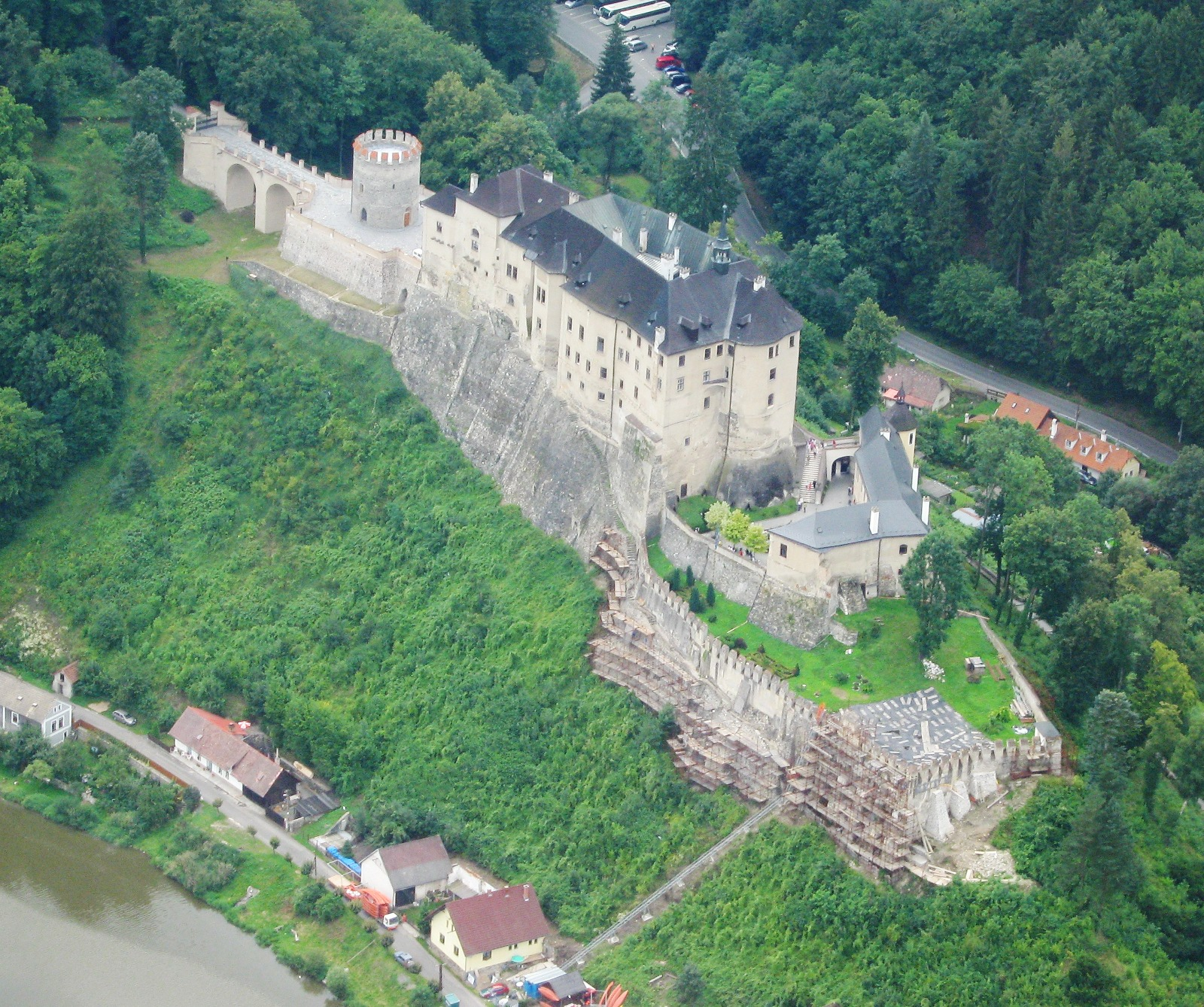
Замок Чески-Штернберк в Чехии.

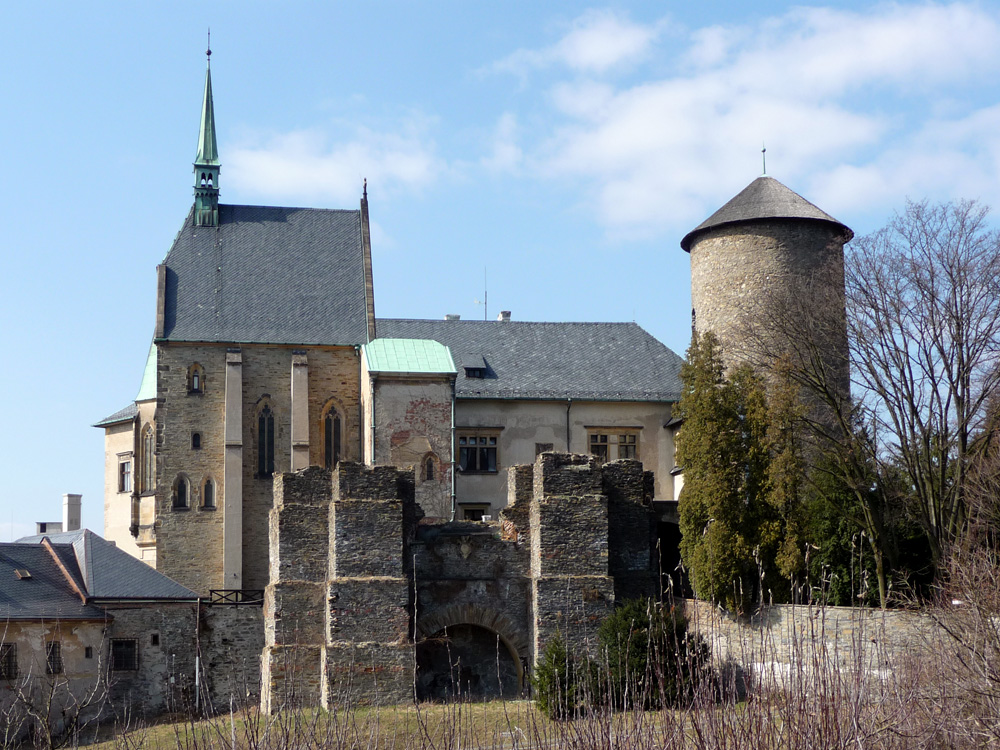
Замок Штернберк в Моравии, получивший своё название благодаря гербу своего основателя.

## Родовой герб
Штернберки носили в своём гербе изображение золотой восьмиконечной звезды на синем поле. Этот герб является гласным поскольку фамилия Штернберк происходит от немецкого слова Stern — звезда. В настоящее время штернберкская геральдическая звезда изображена на гербах Чески-Штернберка, Бенешова, Углиржске-Яновице, Дивишова и других населённых пунктов. От герба Штернберков происходит польский дворянский герб Штернберг.

## Дивишовичи
Род Штернберков происходит из средневекового рода Дивишовичей, возвысившегося в первой половине XII века при чешском княжеском дворе. В период внутренней колонизации чешских земель Дивишовичи получили земли у р. Сазавы к юго-востоке от Праги. Центр их владений находился в Дивишове у Бенешова, где на месте нынешнего костёла и деканского управления располагалась укреплённая резиденция Дивишовичей. Первым известным представителем рода считается Дивиш I, упоминаемый в источниках под 1130 годом как советник и приближённый князя Собеслава I (1125—1140). В хронике Вышеградского каноника упоминается, что этот Дивиш заметил на пути в Польшу двух подозрительных мужей, о чём незамедлительно уведомил князя. Из этого можно сделать вывод, что Дивиш занимал при Собеславе I пост кастеляна одного из княжеских замков, однако достоверных сведений об этом не сохранилось.
Под 1167 годом упоминается пан Здеслав I из Дивишова (ум. 1176), вероятно, сын Дивиша I. Здеслав занимал должность бургграфа Коуржима (1167) и Жатеца (1170—1172).  У брата Здеслава, имя которого не известно (возможно, Дивиш II), были сыновья Петр, Богута I, Йиндржих I и Микулаш. В 1175 году Здеслав получил от князя Собеслава II должность коморника со значительными полномочиями в финансовой сфере. Его племянник Богута I, кастелян крепости Билина к юго-западу от Праги, стал родоначальником богутской ветви рода Дивишовичей (пресеклась вскоре после 1237 года). Другой племянник Здеслава — Йиндржих I стал первым из Дивишовичей, кто получил во владение земли в Моравии, что произошло вскоре после 1197 года. В дальнейшем Йиндржих I из Дивишова был назначен судьёй в Оломоуце (упоминается под 1207 годом). Известно о двух сыновьях Здеслава I из Дивишова — Петре и Здеславе. Петр из Дивишова (ум. 1176), также как  отец, служил бургграфом замков в Коуржиме и Жатеце. О Здеславе сохранилось лишь одно упоминание под 1193 годом.
Начиная с 1218 года в источниках упоминается Дивиш IV из Дивишова (ум. 1240), сын Петра из Дивишова, владевший землями в Посазавье и в Моравии. Около 1217 года Дивиш IV возвёл в Посазавье крепость, назвав её Дивишов и сделав своей резиденцией (крепость впервые упоминается в грамоте, датированной 15 января 1218 года). Дивиш IV занимал должности кастеляна (или бургграфа) Прахеньского края и королевского маршалка (наряду с королевским коморником одна из четырёх важнейших придворных должностей). Его сын Здеслав II из Хлумца (ум. 1265), отличившийся в битвах против половцев в 1253 году, занимал должность королевского чашника и основал в середине XIII века замок Штернберк в Моравии и замок Штернберк в Чехии. После этого Здеслав стал называться Здеславом из Штернберка .
Здеслав из Штернберка оставил после себя четверых сыновей, трое из которых стали родоначальниками трёх ветвей рода Штернберков: моравской, голицкой и конопиштьской.

## Моравская ветвь рода
Основателем моравской ветви Штернберков был Альбрехт I из Штернберка (1267—1298), старший сын Здеслава из Штернберка, получивший во владение моравский замок Штернберк. Сам Альбрехт, занимавший должность бургграфа Оломоуцкого замка, и его потомки находились на службе у маркграфа Моравии. Его сыновья Альбрехт II и Здеслав Старший (ум. до 1323) также занимали высокие посты при дворе маркграфа.
У Здеслава Старшего было пять сыновей, которые занимали видные административные и судебные должности в Моравском маркграфстве. Одному из них, Штепану из Штернберка (Штепан «Чех») (ум. 1357), его дядя по матери словацко-венгерский магнат и некоронованный король Словакии Матуш Чак Тренчинский, завещал все свои владения. Однако после смерти Матуша Чака в 1321 году против Штепана выступил король Венгрии Карл Роберт, который в том же году осадил его главные словацкие замки, включая резиденцию рода Чака Тренчьянский Град. Таким образом, Штепан не смог получить наследственные владения рода Чака в Словакии. В 1345 году Штепан вместе с братом Альбрехтом недолго исполняли обязанности моравского земского гетмана, то есть наместника маркграфа в Моравии. Кроме замка Штернберк, во владение потомков Штепана из Штернберка со временем перешли Злин, замок Дедице, Рачицкие панства и другие земли. Один из его сыновей, Альбрехт III из Штернберка, выбравший духовную карьеру, был епископом Литомишльским и Шверинским, а также архиепископом Магдебурга (1368—1371). Линия потомков Штепана пресеклась со смертью Петра II из Штернберка в 1397 году и замок Штернберк с частью иных владений перешёл по наследству роду панов из Краварж.
Другой сын Здеслава Старшего, Ярослав I из Штернберка (ум. 1359), получил замок Гоштейн и панство Забржег. Благодаря своей резиденции, он носил имя Ярослав из Штернберка и Гоштейна. Двое его сыновей в 1373 году поделили его имения: Зденек получил Забржег, а Смил взял Гоштейн. Оба брата умерли не оставив потомства, владения Зденека перешли в казну маркграфства, а владения Смила — по завещанию Штернберкам из Лукова.
Следующий сын Здеслава Старшего, Альбрехт из Штернберка на Усове и Бзенци (ум. 1347/53), унаследовал имение Стари-Светлов, а в дальнейшем присоединил к нему Усов в районе Шумперка. Его потомки мужского пола вымерли к 1392 году. Из их владений панство Стари-Светлов унаследовала Элишка из Штернберка, внучка Альбрехта, а Злин и Чейковице прибрал к рукам маркграф Йошт Моравский.
Пятый сын Здеслава Старшего, Матоуш из Штернберка (ум. 1371) занимал должности моравского коморника и моравского земского судьи. Он владел панством Луков и Голешов и стал основателем луковско-голешовской ветви Штернберков (пресеклась в 1544 году). Один из его потомков, Ян Старший из Штернберка и Голешова (ум. 1536), был моравским земским гетманом.

## Генеалогия
```
Здеслав II из Штернберка
 (ум. 1265) — высочайший стольник Моравского маркграфства
├─
Альбрехт I из Штернберка
 (ум. 1299) — коморник Оломоуцкого земского суда, бургграф Оломоуцкого замка
│ ├─
Альбрехт II из Штернберка
 — коморник Оломоуцкого земского суда в 1296—1298 гг.
│ │ └─
Дивиш V из Штернберка
 (ум. 1329) — бургграф Оломоуцкого замка, моравский земский судья
│ └─
Здеслав Старший из Штернберка
 (ум. 1322/1323) — высочайший коморник Моравского маркграфства
│   ├─
Здеслав Младший из Штернберка
 (ум. ок. 1324) — коморник Оломоуцкого земского суда (1322)
│   ├─
Штепан из Штернберка
 (ум. 1357) — моравский земский гетман (1345)
│   │ ├─
Петр I из Штернберка
 (ум. ок. 1353)
│   │ ├─
Альбрехт III из Штернберка
 (1331/1333—1380) — князь-епископ Шверинский, архиепископ Магдебургский, епископ Литомишльский
│   │ └─
Зденек из Штернберка
 (ум. ок. 1360)
│   │   └─
Петр II из Штернберка
 (ум. 1397)
│   ├─
Ярослав Гоштейнский
 (ум. 1360)
│   ├─
Альбрехт Усовский
 (ум. 1353)
│   └─
Матоуш Луковский
 (ум. 1371) — коморник Брненского земского суда, моравский земский судья
│     ├─
Зденек Луковский
 (ум. 1405)
│     │ ├─
Ешек Луковский
 (ум. до 1398)
│     │ └─
Альбрехт Луковский
 (ум. 1416)
│     ├─
Альбрехт Луковский
 (ум. ок. 1371)
│     │ └─
Вилем Луковский
 (ум. после 1406)
│     └─
Ян Луковский
 (ум. 1412) — коморник Брненского земского суда, коморник Оломоуцкого земского суда
├─
Бенеш из Штернберка
 (ум. после 1269)
├─
Ярослав I из Штернберка
 (ум. ок. 1290) — высочайший чашник Чешского королевства, бургграф 
замка Битов

│ ├─
Альбрехт из Штернберка
 (ум. после 1327)
│ └─
Здеслав IV из Штернберка
 (ум. 1343)
│   
└─
Здеслав III из Штернберка
 (ум. 1290) — высочайший чашник Чешского королевства (1285), 
высочайший бургграф Чешского королевства
 (1288)
```